# Сатуев, Хусейн Джунидович
Сатуев Хусейн Джунидович (11 апреля 1939, Алхан-Юрт, Чечено-Ингушская АССР — 6 февраля 1995, Алхан-Юрт, Чечня) — чеченский поэт, член Союза писателей СССР (1979 год).

## Биография
Родился в 1939 году в селе Алхан-Юрт Урус-Мартановского района Чечено-Ингушской АССР. Окончил филологический факультет Чечено-Ингушского пединститута в 1963 году.
Хусейн преподавал в школе чеченский язык и литературу. В последние годы жизни он работал консультантом в республиканском Союзе писателей. Стихи Хусейна Сатуева переводились на русский язык и другие национальные языки. В репертуарах чеченских музыкантов по сегодняшний день продолжают звучать песни, написанные на стихи Хусейна Сатуева.
Он перевёл на чеченский язык отдельные стихи Николая Некрасова, стихи своих современников. Среди его переводов — поэма Николая Сергеева «Солнце в крови», посвященная Герою Советского Союза Ханпаше Нурадилову.
Поэзия Хусейна это тема мужества, стихи о матери и любви и основная тема это стихи посвященные Отчизне.